# Кварцевые микровесы
Кварцевые микровесы (метод пьезоэлектрического микровзвешивания, англ. quartz crystal microbalance, quartz crystal nanobalance, QCM, QCN) — инструмент измерения массы, принцип работы которого основан на зависимости частоты колебаний кварцевого резонатора (датчика микровесов) от массы вещества, нанесенного на его поверхность.

## Описание
Основу кварцевых микровесов составляет кварцевая пластина, вырезанная из монокристалла кварца под определенным углом. Сверху и снизу этой пластины нанесены золотые электроды. При подключении к этим электродам переменного напряжения пластина начинает колебаться за счет явления обратного пьезоэффекта. При определенной частоте переменного напряжения в такой колебательной системе наступает резонанс. При осаждении вещества на поверхности этого устройства происходит изменение резонансной частоты пластины, на основании которого рассчитывается масса осажденного вещества.

## Применение
Благодаря тому, что кварцевые микровесы могут работать не только в вакууме и на воздухе, но и в жидкости, они получили широкое распространение в биохимии. Например, иммобилизовав на поверхности весов распознающие биомолекулы, специфически захватывающие из раствора определяемое вещество, получают один из вариантов биосенсора. Наибольшее распространение получили иммунобиосенсоры, распознающие антитела, и ДНК-биосенсоры, распознающие короткие фрагменты ДНК или РНК.